# إيغور ايفانوف
إيغور ايفانوف هو لاعب شطرنج وعازف بيانو كندي، ولد في 8 يناير 1947 في سانت بطرسبرغ في روسيا، وتوفي في 17 نوفمبر 2005 في سانت جورج في الولايات المتحدة بسبب سرطان.

## وصلات خارجية
- إيغور ايفانوف على موقع مباريات الشطرنج (الإنجليزية)
- إيغور ايفانوف على موقع 365Chess.com (الإنجليزية)
- إيغور ايفانوف على موقع Chesstempo.com (الإنجليزية)
- إيغور ايفانوف سجل أولمبياد الشطرنج على موقع OlimpBase.org (الإنجليزية)